# 아디티야 카리칼란
아디타 카리칼란(Aditha Karikalan, 942년 ~ 971년) 또는 아디타 2세, 또는 아디타 2세는 10세기 인도에 살았던 촐라 제국의 황자였다. 그는 티루코일루르에서 태어났으며 파란타카 2세의 장남이었다. 그는 라자라자 1세의 형이자 쿤다바이의 오빠였다. 그는 비라판디얀 탈라이 콘다 코파라케사리 바르만 카리칼란으로 불렸다.

## 생애
아디타 카리칼란은 촐라 황제 파란타카 2세(가명 순다라)와 황후 바나반 마하데비의 장남으로, 라자라자 촐라의 형이자 쿤다바이의 오빠였다.
그는 판디아에 대항하여 촐라 원정을 이끌고 체부르 전투에서 판디아 왕 비라판디얀을 물리쳤다. 타밀나두의 에살람 마을에서 발견된 에살람 청동과 동판에 따르면 아디타 카리칼란은 전투에서 판디아 통치자를 정복하고 그를 참수했다. 간다라디티야 촐라의 아들인 웃타마 촐라가 더 제위 계승 순위가 높았음에도 불구하고 아디타는 공동 통치자이자 촐라 황좌의 후계자로 지명되었다.  아디타는 암살되었으며, 웃타마 촐라가 그의 뒤를 이어 제위에 올랐다.
오늘날 타밀나두주의 우다이야르쿠디 사원에 있는 우다이야르쿠디 비문에는 소만 삼바반, 라비다산(별칭 판차반 브람마디라잔), 파라메스와란(별칭 이루무디초자 브람마디라잔), 말라이야누란소만 등 브라만 살인자들의 이름이 적혀 있다. 비문에는 라자라자가 살인자들의 땅을 몰수하는 법령도 언급되어 있다. 비문에 따르면, 죽음에 대한 조사는 라자라자 촐라 1세의 통치 2년차에 완료되었으며 특정 관리의 땅은 "판디야의 머리를 차지한 카리칼라 촐라"의 살인에 공모한 혐의로 몰수되었다.
역사가들은 비문에 쓰여진 토지 몰수가 라자라자의 직접적인 칙령인지 아니면 법령이 살인자들로부터 이전에 몰수한 토지를 판매 할 수있는 권한을 부여한 것인지에 대해 의견이 분분하다.
고고학자 쿠다바일 발라수브라마니안에 따르면, "아룬모지 아이부 토구디"라는 제목의 역사 에세이집에서 티루나부카 카라수 박사는 아디타 카리칼라의 살해에 마두란타카 웃타마의 역할을 포괄적으로 배제했다. 이 기사에서 티루나부카라수 박사는 여러 역사적 데이터에 근거하여 그 직후 범인 체포가 지연되었고 라자라자 1세의 재위 2년에야 범인이 체포되었다고 설명했다. 웃타마 촐라에게 의혹이 제기되었지만 범인의 토지 몰수는 라자라자 시대 이전에 시작되었으며 이는 웃타마 촐라가 계획자들을 아끼지 않았음을 시사한다. 처벌받은 사람들 중에는 정부 관료였던 라비다산, 소만, 파라메슈와란이 포함되었다.